# 埃利·迪拉克魯茲
埃利·安東尼奧·迪拉克魯茲（英語：Elly Antonio De La Cruz，2002年1月11日—），為美國職棒大聯盟的內野手，目前效力於辛辛那提紅人。他在2018年與紅人簽約，並在2023年登上大聯盟。

## 職業生涯

### 小聯盟時期
2018年7月2日，迪拉克魯茲作為國際自由球員與辛辛那提紅人簽約。他獲得了6.5萬美元的簽約金。
2019年，17歲的迪拉克魯茲在多明尼加夏季聯賽完成了職業生涯首秀，他出戰43場比賽，打擊三圍是.285/.351/.382，並敲出1轟與3次盜壘成功。2020年，小聯盟賽季由於新冠疫情導致取消。2021年，迪拉克魯茲升上1A。他出場61場比賽，打擊率為2成96，並敲出8轟與42分打點，另有盜壘成功10次。《棒球美國》（Baseball America）將他評為亞利桑那聯盟最佳球員、紅人隊中最佳運動員與最速跑者。
2022年，迪拉克魯茲分別升上高階1A與2A，並成功入選全明星未來之星賽。在121場比賽中，他繳出3成04的打擊率，並敲出生涯新高的28轟與86分打點，另有47次盜壘成功。他成為自2013年喬治·史普林格以來第一位在小聯盟繳出3成打擊率，敲出25轟與40盜的小聯盟球員。他被評選為美國職業棒球小聯盟全明星、中西部聯盟季後賽全明星和中西部聯盟年度潛力新秀。他還獲選為紅人隊的小聯盟年度最佳球員、《棒球美國》的紅人隊小聯盟年度最佳球員，以及中西部聯盟的小聯盟棒球頂級潛力新秀。《棒球美國》評選他為中西部聯盟最激動人心的球員。2022年11月15日，紅人隊將迪拉克魯茲加入了他們的40人名單，以保護他免受規則五選秀的影響。
2023年球季，迪拉克魯茲升上3A。他在3A出賽38場比賽，繳出2成98的打擊率，並敲出12轟與36分打點，另有11次盜壘成功。

### 辛辛那提紅人

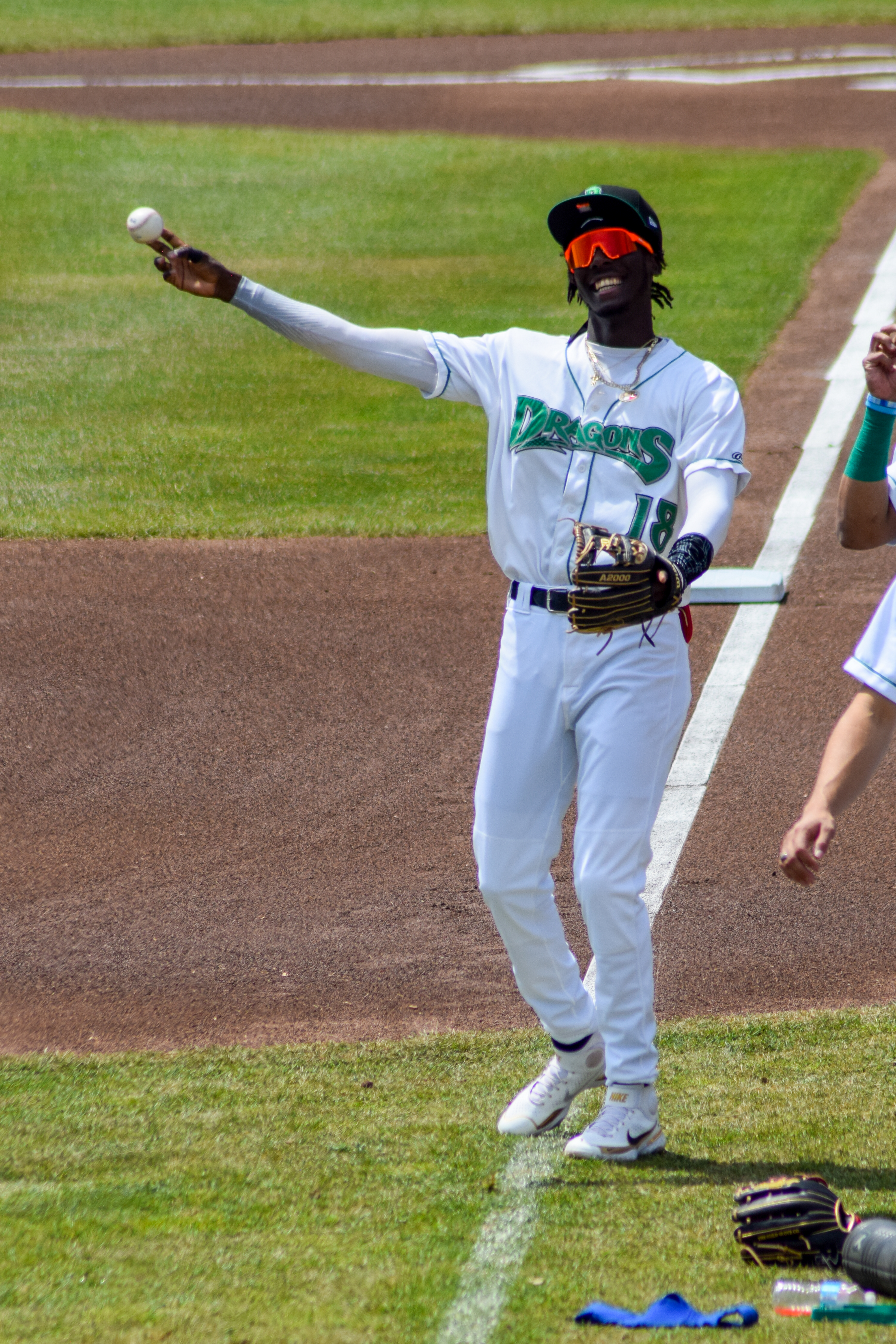
2022年在代頓龍隊效力的迪拉克魯茲

2023年6月6日，因為尼克·森澤爾受傷，球隊將迪拉克魯茲拉上大聯盟。迪拉克魯茲身高達196公分，是大聯盟史上最高的游擊手。6月7日，他敲出生涯首轟。6月23日，他更是達成完全打擊，成為自1972年以來最年輕達成完全打擊的球員。7月8日，他是隊史自1919年來首位單局從一壘盜回本壘的選手。7月16日，他在一次內野傳球丟出了97.9英里的時速，寫下了statcast系統啟用以來的最速紀錄。他雖然只在明星賽前出賽30場比賽，但他的跑速已是全大聯盟最快，傳球速度也是內野手的第一名。9月26日，他生涯首度敲出雙響砲。

## 外部連結
- 球員資訊和成績在MLB ，ESPN ，Baseball Reference ，Baseball Reference (Minors) ，Fangraphs，The Baseball Cube （英文）

| 奖项与成就          | 奖项与成就             | 奖项与成就         |
| ------------------- | ---------------------- | ------------------ |
| 前任： J·T·瑞爾穆托 | 完全打擊 2023年6月23日 | 繼任： 荷西·奧圖維 |